# Esteban Verdalet
Esteban Verdalet (o Verdelete) (n. Denia, Alicante, ca. 1557 – m. 1612) fue un sacerdote franciscano, misionero y mártir español.
Siendo muy joven vistió el hábito franciscano en la Custodia de los Recoletos perteneciente a la provincia observante de San Francisco de Valencia, en la que hizo el noviciado y cursó sus estudios. Ordenado de sacerdote, se dedicó al ministerio de la predicación.
En 1593 pasó a las misiones de Guatemala, donde, según las crónicas de la época, trabajó con tanto celo que logró convertir a la fe cristiana a multitud de indígenas. Siendo guardián de Comayagua, llegó a internarse, sin acompañamiento militar, en territorio de las tribus aún salvajes de las provincias de Teguzgalpa (actual república de Honduras). Los pocos indios que lo acompañaban, pronto lo dejaron solo y tuvo que regresar al punto de partida entre grandes dificultades.
Hacia 1607 estuvo en Madrid para dar cuenta al Rey de sus descubrimientos y de los progresos de la fe en los Reinos de Centroamérica, así como para reclutar misioneros que les ayudaran en tarea tan ardua e inabarcable. Tenía el propósito de pasar a Roma y comunicar lo mismo al Papa, pero no pudo llevarlo a cabo porque la Real Cédula fechada en Madrid el 17 de diciembre de 1607, le ordenaba regresar de inmediato a América para continuar su obra. El 13 de octubre de 1608 llegaba de nuevo a Guatemala con una expedición de 28 franciscanos.
Una vez más Esteban Verdalet se entregó de lleno a la conversión de los indios Xicaques de la Teguzgalpa para lo que se adentró en su territorio con muy buenas principios. Levantó una iglesia pequeña y construyó una casita para habitación de los religiosos, que se consagraron a la educación y catequesis de los nativos. Pero pronto iba a terminar tan esperanzador apostolado. Algunos indios se rebelaron y decidieron acabar con los misioneros. 
Verdalet, para hacerles reflexionar, fue con un compañero a donde se encontraban, y apenas comenzó a hablarles se abalanzaron sobre ellos y a golpes de macana y de lanza acabaron con sus vidas. El martirio de Esteban y de Juan de Monteagudo (o Montagut) tuvo lugar en enero de 1612, en día todavía incierto. Verdalet dejó una Relación manuscrita titulada: Noticias de la Provincia de Teguzigalpa, o Teguzgalpa.